# Podonephelium homei
Podonephelium homei är en kinesträdsväxtart som först beskrevs av Seemann, och fick sitt nu gällande namn av Ludwig Radlkofer. Podonephelium homei ingår i släktet Podonephelium och familjen kinesträdsväxter. Inga underarter finns listade i Catalogue of Life.